# North American Soccer League (2013)
North American Soccer League w roku 2013 był trzecim sezonem tych rozgrywek. Po raz pierwszy w historii mistrzem NASL został klub New York Cosmos, natomiast wicemistrzem Atlanta Silverbacks.

## Sezon zasadniczy

### Runda wiosenna
| #  | Drużyna                  | M  | Z | R | P | Bramki | Punkty | Uwagi      |
| -- | ------------------------ | -- | - | - | - | ------ | ------ | ---------- |
| 1. | Atlanta Silverbacks      | 12 | 6 | 3 | 3 | 20:15  | 21     | Finał NASL |
| 2. | Carolina RailHawks       | 12 | 5 | 5 | 2 | 20:16  | 20     |            |
| 3. | San Antonio Scorpions    | 12 | 6 | 2 | 4 | 19:15  | 20     |            |
| 4. | Tampa Bay Rowdies        | 12 | 5 | 3 | 4 | 21:16  | 18     |            |
| 5. | FC Edmonton              | 12 | 3 | 5 | 4 | 13:12  | 14     |            |
| 6. | Minnesota United         | 12 | 4 | 2 | 6 | 18:23  | 14     |            |
| 7. | Fort Lauderdale Strikers | 12 | 2 | 2 | 8 | 10:24  | 8      |            |

### Runda jesienna
| #  | Drużyna                  | M  | Z | R | P  | Bramki | Punkty | Uwagi      |
| -- | ------------------------ | -- | - | - | -- | ------ | ------ | ---------- |
| 1. | New York Cosmos          | 14 | 9 | 4 | 1  | 22:12  | 31     | Finał NASL |
| 2. | Carolina RailHawks       | 14 | 7 | 2 | 5  | 21:16  | 23     |            |
| 3. | Tampa Bay Rowdies        | 14 | 5 | 5 | 4  | 30:27  | 20     |            |
| 4. | Minnesota United         | 14 | 6 | 2 | 6  | 21:19  | 20     |            |
| 5. | Fort Lauderdale Strikers | 14 | 5 | 3 | 6  | 18:20  | 18     |            |
| 6. | FC Edmonton              | 14 | 3 | 7 | 4  | 13:14  | 16     |            |
| 7. | Atlanta Silverbacks      | 14 | 4 | 4 | 6  | 14:22  | 16     |            |
| 8. | San Antonio Scorpions    | 14 | 3 | 1 | 10 | 15:24  | 10     |            |

Aktualne na 13 kwietnia 2018. Źródło:
Zasady ustalania kolejności: 1. liczba zdobytych punktów; 2. różnica zdobytych bramek; 3. większa liczba zdobytych bramek.

## Finał NASL
| 10 listopada 2013 | Atlanta Silverbacks | 0:1raport | New York Cosmos |  |
|                   |                     |           |                 |  |